# From Beer to Eternity
From Beer to Eternity (englisch für „Vom Bier zur Ewigkeit“) ist das 13. Studioalbum der US-amerikanischen Industrial-Metal-Band Ministry.
Es wurde am 6. September 2013 von AFM Records veröffentlicht. Durch den Tod von Mike Scaccia am 22. Dezember 2012 entschied Frontman Al Jourgensen, dass dieses das endgültig letzte Album von Ministry sein würde.

## Inhalt
Wie in vielen Alben der Band Ministry geht es auch in diesem Album um das Aufzeigen von und die Auseinandersetzung mit Gier, Heuchelei, Kapitalismus, Religion und Konservatismus in der Form von sarkastischen, provozierenden Liedtexten und wohl platzierten Tonstücken innerhalb der einzelnen Lieder.

„In der Vergangenheit war ich mit meinen Texten immer fünf Jahre im Zeitverzug. Dieses Mal glaube ich, dass ich auf dem richtigen Weg und in der Gegenwart bin. Die Songs sind über die heutige Welt, in der wir leben und über die hässliche Fratze, die da draußen vor der Tür lauert. Wir haben noch nie ein Album gemacht, das so viele verschiedene Musikstile in sich vereint. Dabei ist es egal, ob es langsame, schnelle oder technisch anspruchsvolle Sachen sind:
Es bleibt immer Ministry.“

Die einzelnen Musikstücke auf diesem Album sind eine konkrete Aussage gegen das vorherrschende System. "Der neue Präsident Obama arbeitet für die mächtigsten Menschen der Welt, es ist das gleiche System", so Jourgensen, "Das System ist absolut fehlerhaft, wo 25 oder 35 oder 50 Menschen Billionen durch das Bauen von Olympischen Gebäuden machen während es in Barbados keine Straßen oder Trinkwasser gibt." Das Album kann durchaus als ein politisches Statement von Ministry gesehen werden, welches aber nicht so offenkundig wie auf den Alben Houses of the Molé oder Rio Grande Blood ist. Viele Lieder provozieren bewusst, regen zum Denken an und sind sarkastisch. Sie behandeln Themen, die vom Klimawandel über den Fox News Channel bis zum Krieg zwecks Profit, Geld und Gier reichen.

## Entstehungsgeschichte
Das vermeintlich letzte Album The Last Sucker erschien 2007 via 13th Planet Records, worauf am 23. März 2012 das zweite letzte Album Relapse via AFM Records, wegen des andauernden Drängens von Mike Scaccia gegenüber Al Jourgensen „Das die Lieder zu gut sind um sie nicht zu veröffentlichen“, herausgebracht wurde. Eigentlich wollte Frontman Al Jourgensen nun wirklich kein Ministry Album mehr machen, doch als er für sein Stoner Country Album mit Mike Scaccia für die Band „Buck Satan and the 666 Shooters“ einige Riffs einspielte, fiel beiden auf, dass die entstehenden Riffs für Ministry viel besser geeignet sind. Die Tonaufnahmen der einzelnen Lieder wurden am 19. Dezember, drei Tage vor Mike Scaccias Herzanfall, auf einer Bühne in Dallas, wo er mit seiner anderen, texanischen Band Rigor Mortis auftrat, abgeschlossen. „Es waren die besten Aufnahmesessions der gesamten Bandgeschichte, alles verlief problemlos, es war surreal“, sagte Al Jourgensen dazu. Mike Saccia war der beste Freund von Al Jourgensen und maßgebender Einfluss auf diesem Album.

“Stopping any album in the middle of recording to go to a funeral can’t possibly be a good sign. For the next three months I had to go back and mix it and listen to his riffs every day, and think about him every day. It was pretty tough to do – a lot harder than I thought it was gonna be. I thought I could put him out of my mind and just mix. But of course, when something as awful as that happens, it gets to you. I just had to power through it knowing I was doing Mikey proud and it was for the best.”

„Ein Album inmitten der Aufnahmen zu stoppen, um auf eine Beerdigung zu gehen, kann unmöglich ein gutes Zeichen sein. Die nächsten drei Monate musste ich zurück gehen, es mixen, seine Riffs jeden Tag hören und jeden Tag an ihn denken. Es war ziemlich hart, das zu tun – viel härter, als ich es mir gedacht habe. Ich dachte, ich könnte ihn aus meinen Gedanken verbannen und einfach mixen. Aber es ist selbstverständlich, wenn so etwas Schreckliches passiert, dann hat es dich im Griff. Ich musste mich einfach durcharbeiten im Wissen, dass es Mikey stolz machen würde und dass es für das Beste war.“

Al Jourgensen wusste also, dass From Beer to Eternity das letzte Ministry-Album sein würde, auf dem die Spielvariationen von Mike Scaccia, die vom nahöstlichen und psychedelischen Sound im Lied Change of Luck bis zum verstörten, hinterwäldlerischen Thrash in Fairly Unbalanced reichen, zu hören sein würden. Jourgensen wollte ein vielfältiges, atemberaubendes Album mit den vielen verschiedenen Riffs von Mike Scaccia mixen, was musikalisch wie emotional sehr schwer war. Er und Coproduzent Sammy D’Ambruoso verbrachten nach der Beerdigung Scaccias drei lange Monate in den 13th Planet Record Studios, um an der Fertigstellung des Albums zu arbeiten. Abermals soll es das letzte Album von Ministry sein, wobei der Tod von Mike Scaccia dieses Mal der Aussage über die Auflösung der Band mehr Glaubwürdigkeit verleiht als bisher.

## Covergestaltung
Der Fotograf Allan Amato gestaltete das gesamte Bildmaterial des Albums. Dabei handelt es sich um sieben weibliche Models, darunter das britische alternative Model Ulorin Vex, die als sexualisierte, in Monster verwandelte Personifikationen der sieben Todsünden zur Parodie dargestellt werden. Das Albumcover zeigt sieben Models, die von Al Jourgensen, der einen Heiligenschein hat, in einem Netz gefangen sind.

## Titelliste
Die gesamte Text der 11 Titel auf diesem Album wurde von Al Jourgensen selbst geschrieben.
| Nr.          | Titel                                        | Autor(en)                        | Länge |
| ------------ | -------------------------------------------- | -------------------------------- | ----- |
| 1.           | Hail to His Majesty (Peasants)               | Al Jourgensen, Sin Quirin        | 5:17  |
| 2.           | Punch in the Face                            | Jourgensen, Quirin               | 5:00  |
| 3.           | PermaWar                                     | Jourgensen, Quirin, Mike Scaccia | 4:56  |
| 4.           | Perfect Storm                                | Jourgensen, Quirin               | 4:56  |
| 5.           | Fairly Unbalanced                            | Jourgensen, Quirin               | 4:15  |
| 6.           | The Horror                                   | Jourgensen, Sammy D’Ambruoso     | 3:33  |
| 7.           | Side F/X Include Mikey’s Middle Finger (TV4) | Jourgensen, Scaccia              | 5:14  |
| 8.           | Lesson Unlearned                             | Jourgensen, Quirin, Scaccia      | 3:16  |
| 9.           | Thanx but No Thanx                           | Jourgensen                       | 8:21  |
| 10.          | Change of Luck                               | Jourgensen, Quirin, Scaccia      | 7:16  |
| 11.          | Enjoy the Quiet                              | Jourgensen, Quirin               | 2:39  |
| Gesamtlänge: | Gesamtlänge:                                 | Gesamtlänge:                     | 54:43 |

| Nr.          | Titel                    | Autor(en)                   | Länge |
| ------------ | ------------------------ | --------------------------- | ----- |
| 12.          | PermaWar Remix           | Jourgensen, Quirin, Scaccia | 7:23  |
| 13.          | Thanks for the Dub Remix | Jourgensen                  | 4:53  |
| Gesamtlänge: | Gesamtlänge:             | Gesamtlänge:                | 66:19 |

| Nr.          | Titel                   | Autor(en)          | Länge |
| ------------ | ----------------------- | ------------------ | ----- |
| 12.          | Punch in the Face Remix | Jourgensen, Quirin | 7:58  |
| Gesamtlänge: | Gesamtlänge:            | Gesamtlänge:       | 62:01 |

### Hail to His Majesty (Peasants)
In diesem Titel geht es um die Erhabenheit über jegliche Form von Kritik, die manche Personen genießen. Selbstironie und Sarkasmus prägen dieses Lied, da der Autor sich selbstironisch als Rockstar, der über aller Kritik steht, sieht, was durch das anfängliche "Holy Cow" mit dem "I hate all you motherfuckers" gefolgt vom "Hail to His Majesty" deutlich wird. Das "Holy Cow" versteht Songschreiber Al Jourgensen als Analogie zum goldenen Kalb in der Bibel.

“It’s much like in the Bible where they’re worshipping the golden Ox and Moses comes down and he’s pissed. That’s what I’ve felt like over the last 30 years sometimes.  People worshipping somebody for doing something they do naturally anyways. What the fuck’s that about? So I poke fun at that. There’s a lot of sarcasm on this album.”

„Es ist ziemlich so wie in der Bibel, wo sie das goldene Kalb verehren und Moses runter kommt und wütend ist. So habe ich mich manchmal die letzten 30 Jahre über gefühlt. Menschen verehren jemanden für etwas, was er ganz natürlich von selbst tut. Was zur Hölle soll das? Also mache ich mich darüber lustig. Es gibt viel Sarkasmus auf diesem Album.“

Musikalisch ist "Hail to His Majesty(Peasants)" einer der brillantesten Industrial Metal Songs, die seit langem erschienen sind. Die untraditionellen Schlagzeugtöne, verschiedene Elemente von Electronica und die sehr gute Kontrolle von Lautstärkeveränderungen sprechen für sich.

### Punch in the Face
Ist aggressiv, schnell, gnadenlos und wäre mit seinen schnellen Snare Drums, Riffs und seinem hymnen-artigen Refrain ein guter Live-Kandidat. Es erinnert an die Jahre um das Album Animositisomina, das 2003, umgeben von den etwas Metal-lastigeren Jahren der Band, produziert und veröffentlicht wurde.

### PermaWar
Ist die erste Singleauskopplung aus dem Album, die Tonstücke von Barack Obama, der über Terrorismus und nukleare Waffen spricht, beinhaltet. Al Jourgensen wurde durch das Buch Drift von Rachel Maddow zu diesem Lied inspiriert. Dabei geht es um eine permanente Kriegsmaschine, die Geld macht, nämlich den militärisch-industriellen Komplex, vor dem der ehemalige Präsident Dwight D. Eisenhower in seiner Abschiedsrede gewarnt hatte, so Jourgensen. "PermaWar" hat den konventionellsten Sound von allen Titeln des Albums und ist sehr stark rifforientiert.

### Perfect Storm
Hierbei geht es um den Klimawandel. Hier findet sich das erste der außergewöhnlichen Mike-Scaccia-Gitarrensolos, das deutlich macht, dass Mike Scaccia shredden konnte, und es ist klar zu verstehen, warum Jourgensen nicht ohne ihn fortfahren will. Dieser Song gehört mit Sicherheit zu den Glanznummern von Ministry.

### Fairly Unbalanced
Startet mit einem Tonausschnitt aus dem Fox News Channel und danach mit einem Zitat:

“That’s here on the FOX news channel, the network America trusts for fair and balanced news

There is no chance that Obama will get re-elected. Zilch. Zip. None. Nada.”

Die Gitarren sind sehr industriallastig und es sind immer wieder Tonstücke, die aus dem Fox News Channel stammen, zu hören, die mit dem nicht aufhörenden und schnellen Tempo sowie der hasserfüllten Stimme von Al Jourgensen ein klares, nicht positives Statement gegenüber dem Fox News Channel abgeben.

### The Horror
Die Tonausschnitte von Fairly Unbalanced werden fortgeführt, in denen auf die Botschaft der Republikanischen Partei aus den Vereinigten Staaten, die aus absolutem Hass, Ignoranz und Dummheit besteht, eingegangen wird, so Jourgensen.
Speziell geht es um die radikale, rechtsorientierte Idee, dass Vergewaltigungsopfer schwanger werden, weil Gott will, dass die Kinder in ihren Mutterleib wachsen. Die sich wiederholenden Tonstücke stammen von dem Senatskandidaten Richard Mourdock aus Indiana. „Ein ultimatives Beispiel von Abgestumpftheit und Ratlosigkeit“, sagt Jourgensen, „vom musikalischen her finde ich den Song recht gut, denn das Motörhead-Metal-Riff von 'Fairly Unbalanced' wird in eine Rave-artige Clubstimmung verwandelt.“

### Side EFX Include Mikey’s Middle Finger/TV4
Ist ein Tribute für die Fähigkeiten von Mike Scaccia, mit der Gitarre umzugehen, und beinhaltet viele Solos mit einer gleichwertigen, kraftvollen Menge an maschinengewehrartigem Trommeln auf dem Schlagzeug. Der Titel kommt daher, dass die Band zum Scherz Mikey Scaccia mehrere Aufnahmen machen ließ, wobei er jeweils nur seinen Mittelfinger für die Leads benutzen durfte. Die Tonfetzen im Lied sind von Fernsehwerbungen aus den USA, welche die schweren Nebenwirkungen der Einnahme von verschreibungspflichtigen Medikamenten erläutern. Dabei geht es laut Al Jourgensen um das Paradoxon, dass jemand, der an einer Krankheit leidet, Medikamente nimmt, um Heilung zu erfahren, und dabei sterben kann. Den pharmazeutischen Firmen, denen es in erster Linie nur um Geld geht, weisen durch das Erläutern der Nebenwirkungen im Fernsehen jede Form von Schuld von sich. Dieser Umstand ist für Jourgensen in erster Linie falsch und außerdem geht es "im Endeffekt nur um Gier". Dieses Lied ist bereits das vierte auf einem Ministry-Album, daher "TV4", in dem Tonfetzen über Nebenwirkungen aus pharmazeutischen Fernsehwerbungen zu hören sind. Auf dem Remix-Album soll "TV5" erscheinen.

### Lesson Unlearned
Als Hintergrundsängern ist Patty Fox zu hören, wobei erwähnt werden muss, dass weibliche Stimmen untypisch für Ministry sind. Die Funk-Gitarrenriffs in diesem Lied sind von Nile Rodgers inspiriert, was ein absolut gelungenes Experiment ist. Es erinnert an den frühen bis späten 80er New Wave Sound der Band und ist das Ergebnis durch Berufung auf die frühen, ersten Wurzeln der Band, die die Lieder von dem Album "With Sympathy" sind, welches 1983 von Arista Records veröffentlicht wurde.

### Thanx But No Thanx
Startet mit einem Bassintro gefolgt von dem Dankgebet zu Thanksgiving von William S. Burroughs gelesen von Sgt. Major., indem ein Kommentar zur Korruption und dem Falschen in der Gesellschaft gegeben wird. Dieser hat auch schon auf dem Lied "GangGreen" im Album Rio Grande Blood mitgewirkt. Al Jourgensen beschreibt ihn als einen alten, nörgelnden Mann, der ein hardcore, rechtsorientierter Marine Sergeant war und jetzt ein extrem linker, liberaler Mensch ist, der die Regierung und Republikaner hasst. Ein paar Tage vor der Aufnahme der Dankesrede hatte Sgt. Major eine Operation wegen Lungenkrebs und tauchte mit einem Sauerstofftank, einer Packung Zigaretten und Bierkasten auf, wobei er während des Vorlesens alles konsumierte, was die tiefe, raue Stimme erzeugte.
Dieses Lied wird von den meisten Kritikern als eines der stärkeren Stücke des Albums angesehen, gerade weil das entspannt gelesene Dankgebet mit einem ohrwurmartigen Bass hinterlegt wird und etwas Zeit braucht, um sich zu schnellerem Tempo zu wandeln. Es ist das erste Lied, das für dieses Album geschrieben wurde und der Großteil stammt von Al Jourgensen selbst.

### Change of Luck
Dieses Lied wurde direkt nach dem Tod von Mike Scaccia von Al Jourgensen geschrieben. Es ist jedoch nicht dunkel oder mürrisch und hat sogar einen melodischen Refrain, der sich beinahe wie 80er Pop anhört:
You’re luck is gonna change
It’s gonna go from bad to strange
‘Cause Life is so deranged
we’re only in a field of pain.
Es ist ein Tribut für Mike Scaccia, was mit einem Arpeggio-Mandolinspiel, das den Hörer an den Mittleren Osten bzw. das Arabische erinnert, startet und sich danach mit elektronischen Musikelementen sowie Industrial Metal vermischt.

### Enjoy the Quiet
Die wenigen Wörter, die in diesem Lied, welches als Outtro des Albums dient, wurden von Sgt. Major gesprochen. Es startet mit den Wörtern "Enjoy the quiet NOW", was von einem Geräusch, das an fließendes Wasser erinnert, gefolgt wird. Dann wandelt es sich in weißes Rauschen und wird mit unverständlichen Wörtern gefüllt. Das Lied versetzt den Hörer in eine bestimmte Gefühlslage. Am Ende ertönt abermals "Enjoy the quiet NOW", wonach man bereit ist, die Stille zu genießen.
Gerüchten zufolge soll das statische, weiße Rauschen von "Enjoy the Quiet" ein kurzer Mix aus allen bereits erschienenen Liedern von Ministry sein, bisher gibt es dafür aber keinen Beleg.
Es gibt eine Live DVD mit gleichem Namen die am Wacken Open Air Festival 2012 aufgenommen wurde.

## Rezeption
Das Album hat mehr Metal und mehr elektrische Elemente als die meisten Kreationen von Ministry im neuen Millennium. Vorbei ist die immer dünner werdende Produktion, welche durch schwere Synthesizer und melodische, schwere Gitarren die Band in die Stratosphere mit "Psalm 69" und "Flith Pig" geschossen hat. Das politische Statement ist immer noch gegeben, aber nicht mehr so speziell und aggressiv wie früher, es geht mehr um Themen als um Menschen.
"TV4" hat nicht denselben Einschlag wie "TV2", nach zirka einer Albumhälfte begibt sich Ministry erfolgreich auf neues Gelände. "Thanx But no Thanx" und "Change of Luck" sind zwei launische, epische Werke die ihres gleichen suchen. Es ist gut das Ministry sich trotz einer leichten Identitätskrise wieder organischer anhören. Es scheint aber, dass die Kreativität im Laufe der über drei Jahrzehnte bestehenden Bandgeschichte, besonders wenn die Vergangenheit betrachtet wird, abgenommen hat, was aber bei einem freizügigen Lebensstil kein Wunder ist. Kraft für eine komplett neue Reise ins Ungewisse scheint nun doch zu fehlen, so gut die letzten Songs sind, es ist wohl besser aufzuhören, als suboptimales Material zu liefern.

“I dig the album in part because it varies in almost every song, but somehow it doesn't stray from the core elements of what the band is known for; good or bad. A very fitting ending to a very diverse album with a statement by SGT Major: ‘enjoy the quiet, now’!”

„Mir gefällt das Album teilweise, weil es sich in fast jedem Song ändert, aber irgendwie entfernt es sich nicht von den Kernelementen, wofür die Band bekannt ist; Gut oder Schlecht. Ein sehr gelungenes Ende für ein sehr diverses Album mit einer Stellungnahme von Sgt. Major: "Genieß die Stille, jetzt"!“

Wenn es wirklich das letzte Album sein soll, so ist es ein würdiger Abgang und ein Tribut an Mike Scaccia und an alle, die mitgewirkt haben. Jedoch erreicht das solide Album die Qualität einiger vergangener Alben, die Meilensteine des Industrial Metal sind, nicht. Es umfasst aber alle Elemente, die Ministry legendär im Industrial Metal machen und gemacht haben.

## Mitwirkende

### Ministry
- Al Jourgensen: Gesang, Gitarre, Bass, Keyboard, Drumprogrammierung, Harmonica, Produktion, Abmischung
- Mike Scaccia: Lead-Gitarre, Bass
- Tony Campos: Bass
- John Bechdel: Keyboard
- Aaron Rossi: Schlagzeug

### Zusätzliches Personal
- Sammy D’Ambruoso: DJ, Drumprogrammierung, Keyboards, Programmierung, Synthesizer-Programmierung, Hintergrundgesang, Technik, Produktion[31]
- Dave Donnelly: Mastering[20]
- Aaron Havill: Programmierung, Sampling, Synthesizer, Synthesizer-Programmierung, Theremin, Hintergrundgesang, Technik
- Matt Bridges: Hintergrundgesang
- Patty Fox: Hintergrundgesang
- Hector Muñoz: Hintergrundgesang
- Sgt. Major: Gesprochener Text in Thanx but No Thanx und Enjoy the Quiet
- Allan Amato: Covergestaltung
- Kade Burt: Design, Layout
- Angelina Jourgensen: Executive Producer
- Christine Adams: Model
- Britteny Bao: Model
- Stephanie Inagaki: Model
- Melissa Kimbro: Model
- Alexandra Matthews: Model
- Io Waters: Model
- Ulorin Vez: Model
- Heidi Ellen Robinson Fitzgerald: Vermarktung